# Terenos
Terenos is een gemeente in de Braziliaanse deelstaat Mato Grosso do Sul. De gemeente telt 15.276 inwoners (schatting 2009).